# Argoules
Argoules (picardisch Argoule) ist eine nordfranzösische Gemeinde mit 324 Einwohnern (Stand 1. Januar 2022) im Département Somme in der Region Hauts-de-France. Die Gemeinde liegt im Arrondissement Abbeville und ist Teil der Communauté de communes Ponthieu-Marquenterre und des Kantons Rue.

## Geographie
Die Gemeinde liegt rund 13 Kilometer nordnordwestlich von Crécy-en-Ponthieu am linken (südlichen) Ufer des Flusses Authie, der die Grenze zum Département Pas-de-Calais bildet; eine Brücke verbindet sie mit Saulchoy am rechten Ufer. Auf der Anhöhe im Westen gehört der Weiler Petit Chemin (mit Saint-Christophe) mit seinem Nordteil zu ihr (der Süden ist Teil der Gemeinde Dominois). Flussabwärts ist der Weiler Petit Préaux zwischen Argoules und Nampont geteilt; die Mühle ist schon Teil des Nachbardépartements. Zwischen Argoules und Petit Préaux liegt im Tal die ehemalige Zisterzienserabtei Valloires mit ihrem Botanischen Garten. Das Gemeindegebiet gehört zum Regionalen Naturpark Baie de Somme Picardie Maritime.

## Geschichte
Das Kloster Valloires wurde im Dreißigjährigen Krieg ruiniert.

## Einwohner
| 1962 | 1968 | 1975 | 1982 | 1990 | 1999 | 2006 | 2011 |
| ---- | ---- | ---- | ---- | ---- | ---- | ---- | ---- |
| 460  | 446  | 560  | 451  | 363  | 335  | 335  | 330  |

## Sehenswürdigkeiten
- Zisterzienserabtei Valloires, Monument historique Ancienne abbaye de Valloires in der Base Mérimée des französischen Kulturministeriums (französisch)
- Botanischer Garten von Valloires
- Kirche Saint-Germain, Monument historique
- 1836 errichtete achteckige Kapelle Notre-Dame-du-Bon-Secours
- im 19. Jahrhundert im neugotischen Stil restauriertes Schloss aus dem 16. Jahrhundert, 2009 als Monument historique eingetragen Château d'Argoules in der Base Mérimée des französischen Kulturministeriums (französisch)
- Linde mit vier Metern Stammumfang

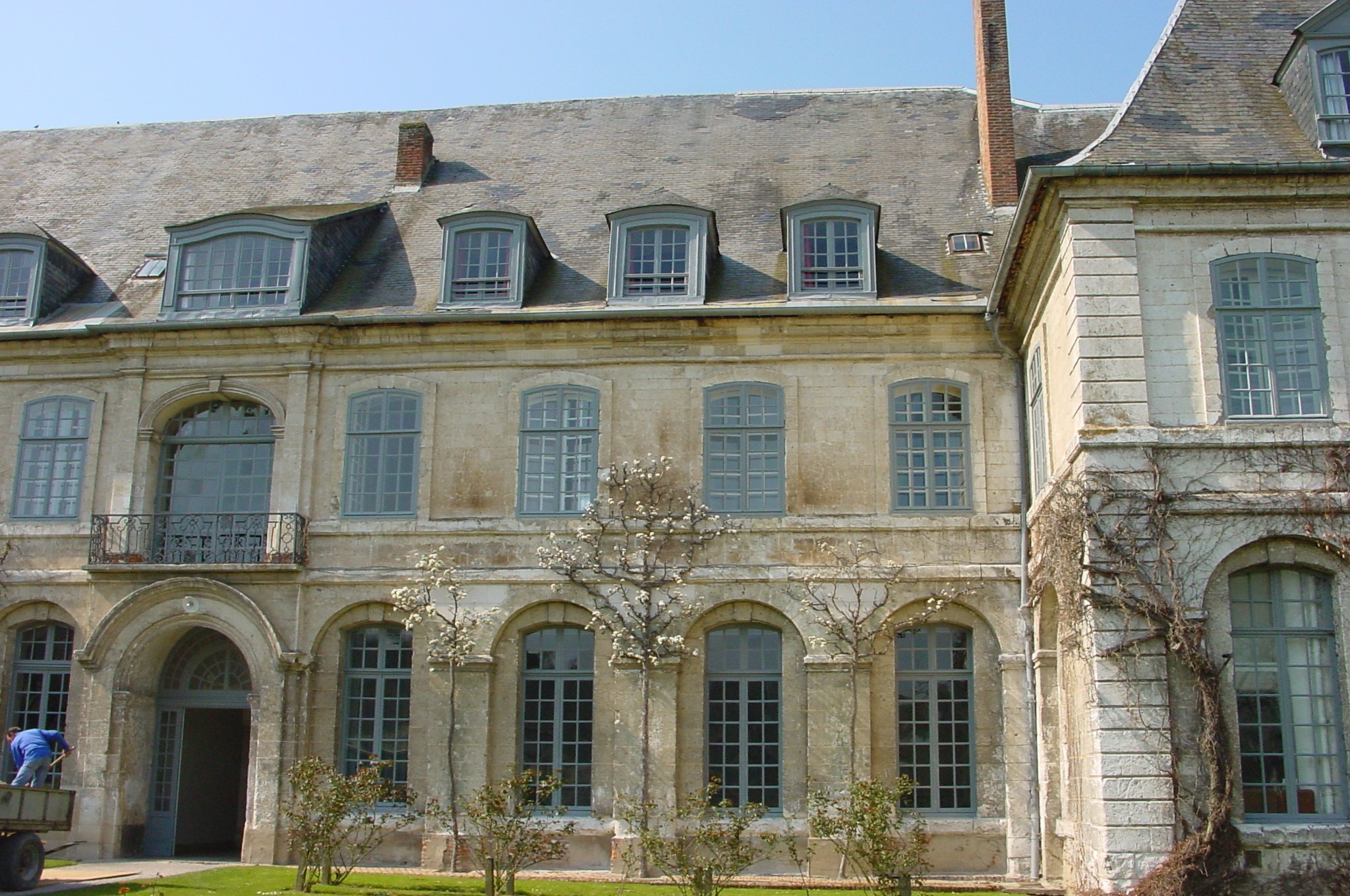
Refektoriumstrakt des Klosters Valloires
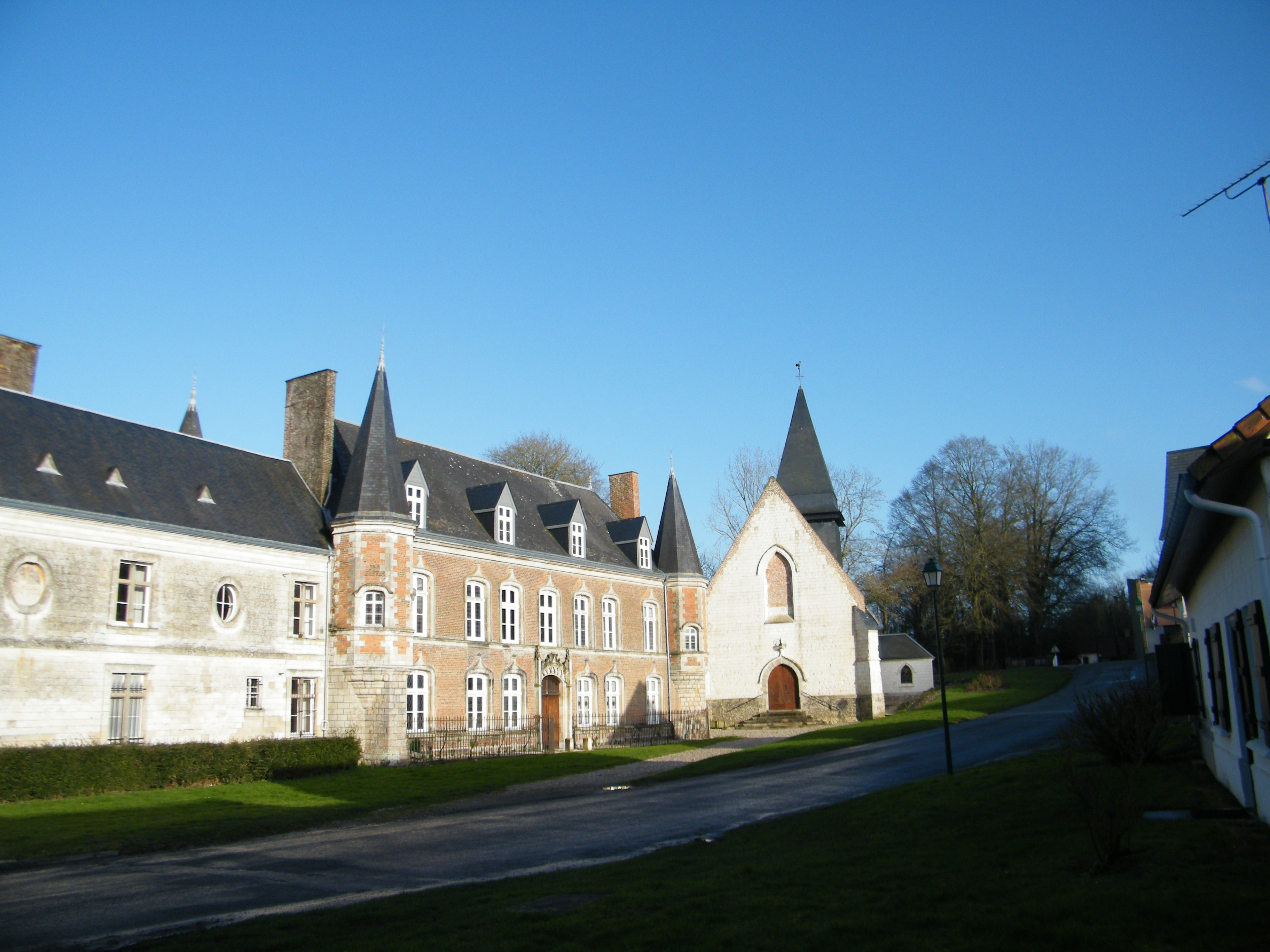
Schloss und Kirche
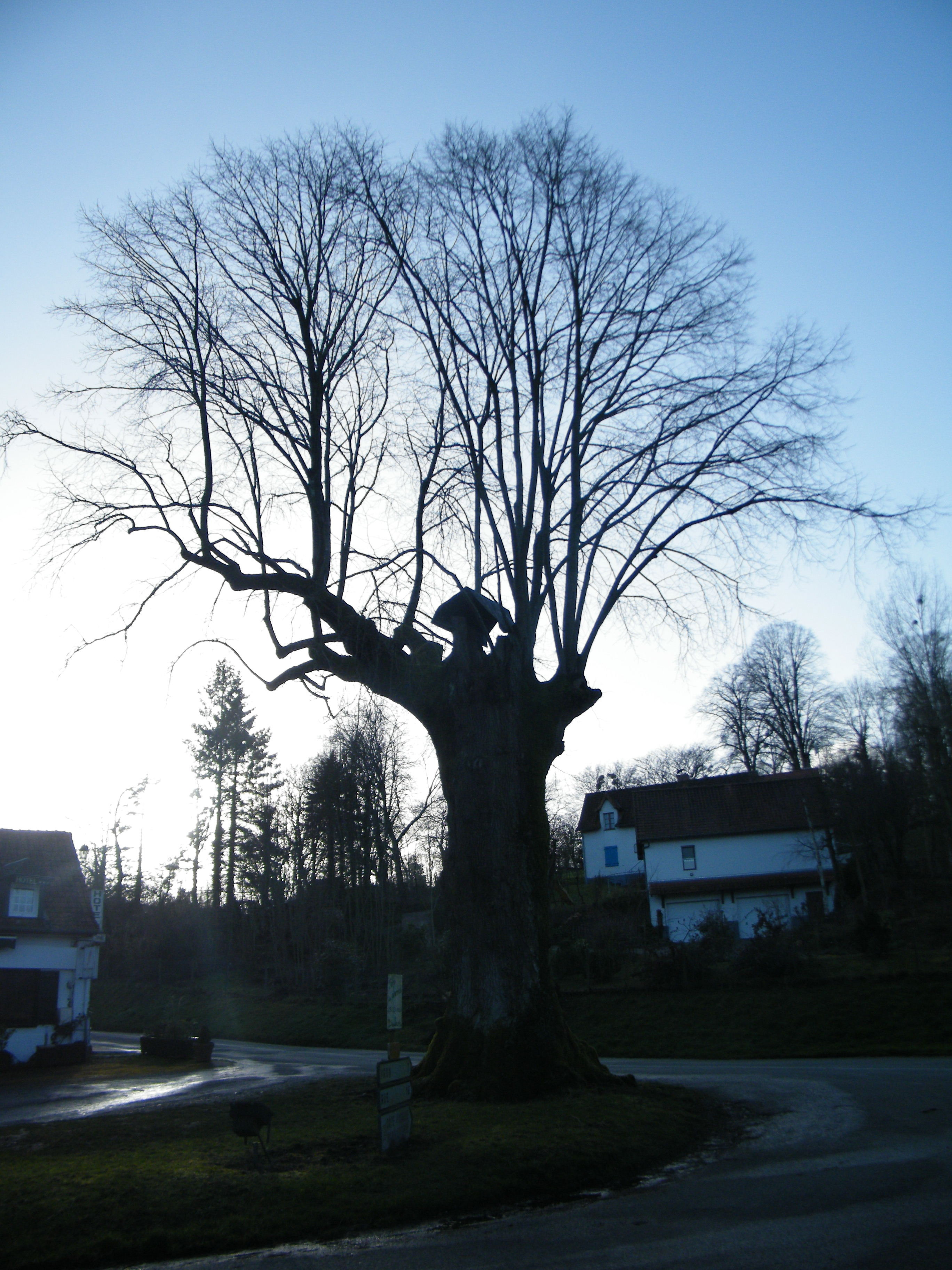
Linde

## Persönlichkeiten
- Thérèse Papillon (1886–1983), Gründerin des Kinderheims in der Abtei Valloires